# 1990 en animation asiatique
Voir aussi: 1990 au cinéma - 1990 à la télévision
1989 en animation asiatique - 1990 en animation asiatique - 1991 en animation asiatique

## Principales diffusions au Japon

### Films
- 10 mars : Dragon Ball Z : Le Robot des glaces
- 7 juillet : Dragon Ball Z : Le Combat fratricide
- 17 octobre : Dragon Ball Z : Baddack contre Freezer

### OVA
- 25 mars : Mobile Suit SD Gundam : SD Gundam Legend (en)